# Římskokatolická farnost Vysoké Popovice
Římskokatolická farnost Vysoké Popovice je územní společenství římských katolíků s farním kostelem svatého Jana Křtitele v děkanství rosickém. Do farnosti patří obce Vysoké Popovice, Lesní Jakubov, Lukovany, Příbram na Moravě, Rapotice a Zakřany.

## Historie farnosti
První písemná zmínka o farnosti a farním kostele pochází z roku 1353. Patronát náležel zdejší vrchnosti, později vrchnosti rosického panství.Kolem roku 1412 již zde byla kaple s vlastním knězem. Farní správa zanikla na konci 16. století. V první polovině 17. století farnost začal spravovat farář z Rosic. Pod rosickou správou zůstaly Vysoké Popovice až do zřízení tzv. lokálie v roce 1768. Od tohoto roku se také vedou matriky. Farnost byla obnovena v roce 1845.

## Duchovní správci
Farářem byl od 1. listopadu 1983 do své smrti 19. června 2024 Jan Peřina.

## Bohoslužby
| Kostel                           | Místo             | Bohoslužba (den)    | Hodina                              | Poznámka        |
| -------------------------------- | ----------------- | ------------------- | ----------------------------------- | --------------- |
| sv. Jana Křtitele                | Vysoké Popovice   | neděle pátek sobota | 8.00 17.00 (zima)/18.00 (léto) 8.00 | Farní kostel    |
| sv. Václava                      | Lukovany          | středa              | 17.30                               | Filiální kostel |
| Kaple sv. Floriána a Panny Marie | Příbram na Moravě | pondělí             | 17.30                               | Kaple           |
| Kaple Nanebevstoupení Páně       | Rapotice          | čtvrtek             | 17.30                               | Kaple           |

## Aktivity ve farnosti
Ve farnosti funguje ekonomická i pastorační rada, funguje pěvecký sbor. Výuka náboženství probíhá na faře.
Dnem vzájemných modliteb farností za bohoslovce a bohoslovců za farnosti brněnské diecéze je 18. listopad. Adorační den připadá na 3. prosince.
Ve farnosti se pravidelně pořádá tříkrálová sbírka. V roce 2015 její výtěžek činil ve Vysokých Popovicích 21 527 korun.